# Catharinea ligulata
Catharinea ligulata là một loài Rêu trong họ Polytrichaceae. Loài này được (Mitt.) Müll. Hal. mô tả khoa học đầu tiên năm 1900.